# Лапідарність

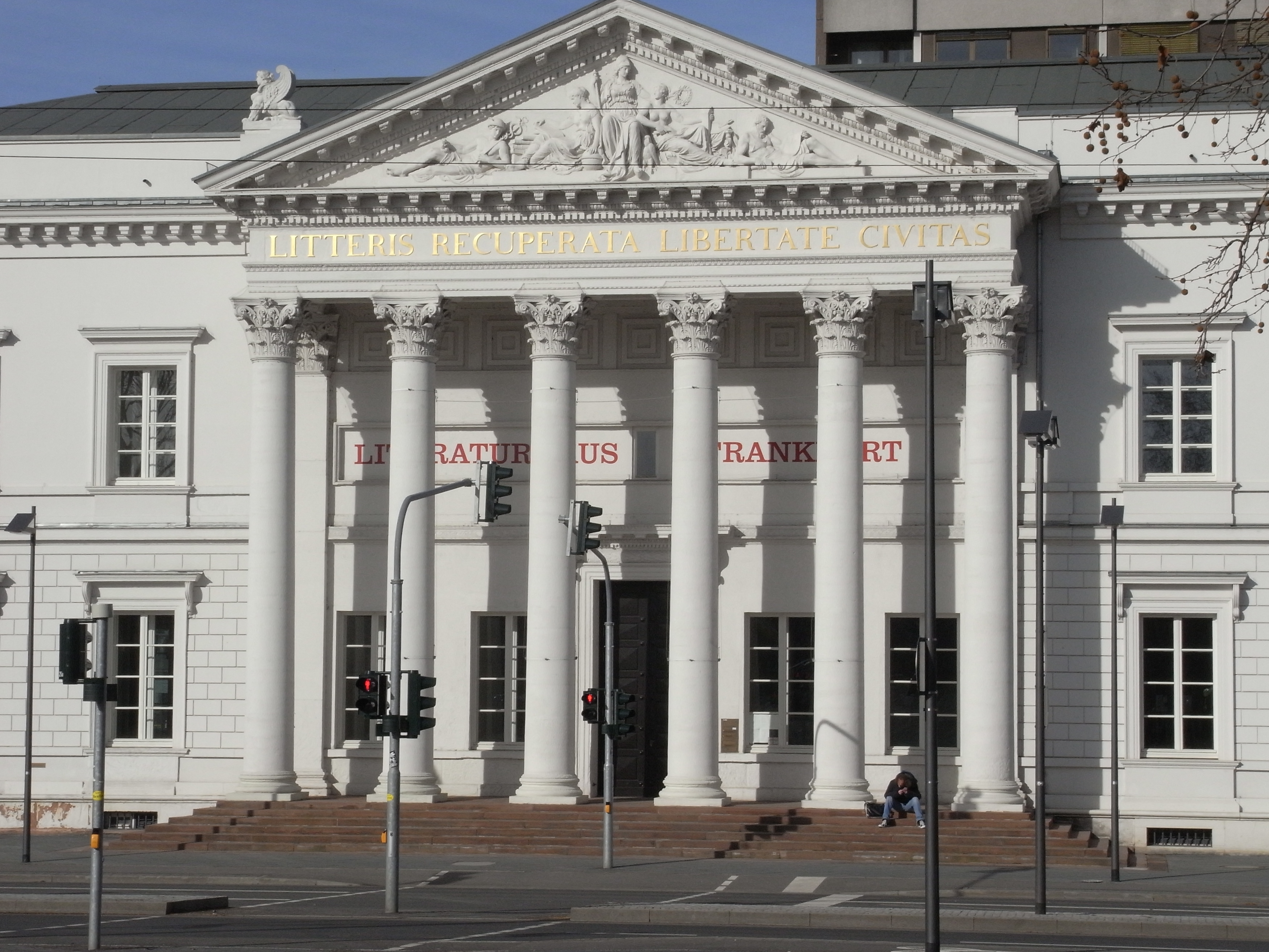
Будинок Alte Stadtbibliothek в Франкфурті-на-Майні.
Напис на Litteris recuperata libertate civitas був придуманий Шопенгауером і означає «Місто після здобуття свободи (присвячує цю будівлю) наукам».

Лапіда́рність, лапіда́рний (лат. lapidarium — «висічений у камені») — стислість, лаконічність, ясність і виразність стилю. 

## Загальний опис
Ці якості були властиві написам, висіченим на давньоримських кам'яних пам'ятниках. Уміння виразно, коротко, чітко й повно викладати думки — невід'ємна якість ораторського мистецтва. Основна вимога до стилю енциклопедичної статті.
Лапідарність притаманна народним прислів’ям, приказкам, коломийкам, анекдотам. В українській літературі властива новелам В. Стефаника, Гр. Тютюнника, поезії Є. Плужника, М. Зерова. Лапідарність має синонім «лаконізм»

## Афоризми
- «Усе точне — коротко» — Жозеф Жубер
- «Намагаюся бути стислим — роблюся незрозумілим» — Горацій